# Johann Jakob Gemmer
Johann Jakob Gemmer (* 3. März 1826 in Ebertshausen im Rhein-Lahn-Kreis; † 28. August 1907 ebenda) war ein deutscher Landwirt und Mitglied des Provinziallandtages der Provinz Hessen-Nassau.

## Leben
Johann Jakob Gemmer war ein Sohn des Landwirts Johann Georg Philipp Gemmer (1800–1870) und dessen Ehefrau Margarethe Fischer und übernahm nach einer Ausbildung in der Landwirtschaft den väterlichen Betrieb. 1869 wurde er in seinem Heimatdorf zum Bürgermeister gewählt, lehnte die Wahl aber ab. 1872/1873 folgte eine erneute Wahl, die Gemmer annahm und das Amt des Bürgermeisters bis 1882/1773 ausübte.
Von 1886 bis 1898 hatte er ein Mandat für den Nassauischen Kommunallandtag des preußischen Regierungsbezirks Wiesbaden bzw. für den Provinziallandtag der Provinz Hessen-Nassau, wo er Mitglied des Rechnungsprüfungs- und des Wegebauausschusses war. 